# Our Cartoon President
Our Cartoon President è una serie animata per adulti statunitense trasmessa dall'11 febbraio 2018 su Showtime.
La serie, creata da Stephen Colbert, è basata su una rubrica del suo show The Late Show with Stephen Colbert. Colbert è anche un produttore esecutivo della serie, insieme a R. J. Fried, Matt Lappin e Chris Licht.

## Trama
La serie sembra aprire le porte della Casa Bianca per uno sguardo in una giornata tipo nel mondo di Donald Trump, esaminando i dettagli della presidenza e le sue relazioni più importanti: è un mondo in cui nessuno è al sicuro, da una famiglia stretta e confidenti alle figure politiche chiave di entrambe le parti e membri dei media.

## Episodi
| Stagione         | Episodi  | Prima TV USA | Prima TV Italia |
| ---------------- | -------- | ------------ | --------------- |
| Prima stagione   | 17       | 2018         | 2019            |
| Speciale         | Speciale | 2018         | 2019            |
| Seconda stagione | 10       | 2019         | 2020            |
| Terza stagione   | 18       | 2020         | 2020            |

## Personaggi

### Principali
- Donald Trump, voce originale di Jeff Bergman, italiana di Marco Mete.
- Melania Trump, voce originale di Cody Lindquist, italiana di Claudia Catani.
- John F. Kelly, voce originale di Cody Lindquist, italiana di Luca Dal Fabbro.
- Jeff Sessions, voce originale di Cody Lindquist.
- Mitch McConnell, voce originale di William Sadler.
- Ivanka Trump, voce originale di Emily Lynne, italiana di Eleonora Reti.
- Eric Trump, voce originale di Emily Lynne, italiana di Massimiliano Alto.
- Karen Pence, voce originale di Emily Lynne.
- Nancy Pelosi, voce originale di Emily Lynne.
- Mike Pence, voce originale di John Viener, italiana di Massimo Rossi.
- Donald Trump Jr., voce originale di Gabriel Gundacker, italiana di Gianfranco Miranda.
- Stephen Miller, voce originale di Gabriel Gundacker.
- Brian Kilmeade, voce originale di Gabriel Gundacker, italiana di Simone D'Andrea.
- Jared Kushner, voce originale di Griffin Newman, italiana di Daniele Raffaeli.
- Sarah Huckabee Sanders, voce originale di Molly Gordon, italiana di Barbara De Bortoli.
- Maggie Haberman, voce originale di Molly Gordon.
- H. R. McMaster, voce originale di Jim Santangeli, italiana di Mario Cordova.
- Fred Trump, voce originale di Jim Santangeli, italiana di Nicola Braile.
- Ted Cruz, voce originale di James Adomian, italiana di Fabrizio Vidale.
- Sean Hannity, voce originale di James Adomian, italiana di Andrea Lavagnino.
- Bill Clinton, voce originale di James Adomian.
- Rudy Giuliani, voce originale di James Adomian.
- Sebastian Gorka, voce originale di James Adomian.
- Alex Jones, voce originale di James Adomian, italiana di Massimo Bitossi.
- Benjamin Franklin, voce originale di James Adomian,
- Ben Carson, voce originale di Zach Cherry.
- Colin Kaepernick, voce originale di Zach Cherry.

### Ricorrenti
- Rachel Maddow, voce originale di Amanda Philipson.
- Kimberly Guilfoyle, voce originale di Amanda Philipson, italiana di Michela Alborghetti.
- Wolf Blitzer, voce originale di Stephen Colbert.
- Dio, voce originale di Stephen Colbert.
- Anderson Cooper, voce originale di Brett Davis.
- Betsy DeVos, voce originale di Katie Rich.
- Paul Ryan, voce originale di Mike Leech, italiana di Riccardo Scarafoni.
- Ainsley Earhardt, voce originale di Anna Eilinsfeld.
- Chuck Schumer, voce originale di Thomas Whittington.
- Steve Doocy, voce originale di R.J. Fried.
- Vladimir Putin, voce originale di R.J. Fried.
- Steven Mnuchin, voce originale di Zach Smilovitz.
- John R. Bolton, voce originale di Zach Smilovitz.
- James Mattis, voce originale di Paul Christie.
- George Stephanopoulos, voce originale di Matthew Piazzi.
- Jim Acosta, voce originale di Matthew Piazzi.
- Barack Obama, voce originale di Iman Crosson, italiana di Alberto Bognanni.
- Cory Booker, voce originale di Godfrey.
- Hillary Clinton, voce originale di Jen Spyra, italiana di Cristina Boraschi.
- Angela Merkel, voce originale di Eliana Kwartler.
- Hope Hicks, voce originale di Eliana Kwartler.
- Mitt Romney, voci originali di Mike MacRae.
- Joe Manchin, voci originali di Mike MacRae.
- Jeff Bezos, voce originale di Thomas Whittington, italiana di Luigi Ferraro.
- Pete Buttigieg, voce originale di Matt Rogers, italiana di Raffaele Carpentieri.
- Elizabeth Warren, voce originale di Allie Levitan, italiana di Roberta Gasparetti.

### Guest star
- Xi Jinping, voce originale di Arthur Lai
- Justin Trudeau, voce originale di Aaron Landon
- Rex Tillerson, voce originale di Thomas Berkley
- Tagg Romney, voce originale di Ben Siemon
- Omarosa Manigault, voce originale di Grace Edwards
- Sean Conley, voce originale di David Slavin
- Maggie Haberman, voce originale di Jennifer F. Jackson
- Michael Bloomberg, voce originale di Jason Kravits
- Alexandria Ocasio-Cortez, voce originale di Alise Morales, italiana di Sophia De Pietro.

## Produzione

### Antefatti
La serie è uno spin-off del The Late Show with Stephen Colbert, che dal 2016 ha presentato una serie di sketch con una caricatura di Trump disegnata da Tim Luecke e doppiato da Brian Stack. Per gli sketch è stato utilizzato Adobe Character Animator per consentire a Colbert di interagire con il personaggio in tempo reale. Il personaggio è stato anche protagonista di uno speciale per le elezioni parlamentari del 2018.

### Sviluppo
Seguendo il successo online degli sketch, lo showrunner del Late Show, Chris Licht suggerì a Tim Luecke e Matt Lappin di sviluppare il concept in una propria serie televisiva. Nella loro presentazione a Showtime, Luecke e Lappin hanno descritto la serie potenziale come uno sguardo "dietro le quinte della Casa Bianca" e che il loro obiettivo sarebbe "produrlo il più rapidamente possibile in modo da poter iniziare a tenere il passo al ciclo di notizie".
Il 27 luglio 2017, Showtime ha annunciato di aver ordinato una serie animata di 10 episodi, basata sugli sketch, con Colbert, Matt Lappin e Chris Licht come produttori esecutivi. L'8 marzo 2018, Showtime annunciò che stavano ordinando altri 7 episodi della serie, previsti per l'estate. Il 22 agosto 2018, è stato annunciato che Showtime aveva promosso lo speciale televisivo a tema per le elezioni negli Stati Uniti dal titolo Our Cartoon President: Election Special 2018. L'episodio è stato trasmesso il 4 novembre e ha presentato le versioni cartoon di Vladimir Putin, Rudy Giuliani, Bill e Hillary Clinton e Barack Obama.
Il 22 gennaio 2019, la serie viene rinnovata per una seconda stagione, composta da 10 episodi.

## Promozione

### Marketing
Il 18 dicembre 2017, Showtime ha pubblicato il primo teaser trailer della serie. Il trailer ufficiale della serie è stato pubblicato attraverso il canale YouTube di Showtime il 6 gennaio 2018. Il 30 maggio 2018 fu pubblicato un trailer per gli episodi aggiuntivi della serie. Il 31 ottobre 2018 è stato pubblicato il trailer per l'episodio speciale.

### La cena dei corrispondenti della Casa Bianca del 2018
Il 28 aprile 2018, un video speciale di tre minuti creato dal cast e dalla troupe della serie è andato in onda durante la cena dei corrispondenti della Casa Bianca del 2018.

## Distribuzione
Il 18 dicembre 2017, è stato annunciato che la serie sarebbe stata trasmessa dall'11 febbraio 2018. Il 30 maggio 2018, fu annunciato che gli episodi aggiuntivi sarebbero andati in onda dal 15 luglio 2018.

### Home video
Il 18 dicembre 2018, la serie è stata distribuita in DVD da CBS Home Entertainment e Paramount Home Media Distribution con i 17 episodi della prima stagione e lo speciale per le elezioni. La versione include anche numerose funzioni bonus come le tracce dei commenti degli episodi, una featurette che analizza il processo di animazione, le riprese durante la lettura della sceneggiatura per l'episodio 11, le clip del The Late Show con Stephen Colbert, lo speciale per le elezioni del 2016 di Colbert e la cena dei corrispondenti alla Casa Bianca.

## Accoglienza
La serie è stata accolta negativamente dalla critica. Sull'aggregatore di recensioni Rotten Tomatoes ha un indice di gradimento del 35% con un voto medio di 5,17 su 10, basato su 23 recensioni, mentre su Metacritic ha un punteggio di 42 su 100, basato su 11 recensioni.
Kelly Lawler di USA Today ha dato una recensioni negativa alla serie, descrivendola come "lieve, datata e insostenibile". Anche Ben Travers di Indiewire ha recensito in modo sfavorevole lo show definendolo "un irresponsabile sgobbone". In una recensione mista, Brian Lowry di CNN ha scritto che "Mentre il nostro Presidente dei cartoni animati ha certamente i suoi momenti, la migliore notizia per Showtime potrebbe essere che è solo bloccato con questo esperimento in animazione rapida, almeno, per 10 settimane". Ha anche detto che lo spettacolo ha sofferto di molti degli stessi problemi di That's My Bush!, una sitcom prodotta nel 2001 che ha satirizzato la presidenza di George W. Bush. Matt Wilstein del Daily Beast è stato più favorevole, scrivendo che "La più grande sorpresa [dello show] è quanto è esilarante" e ha lodato la serie per essere "straordinariamente abile nel far cadere i personaggi nei loro tratti principali, da Trump e la sua famiglia a membri del suo Gabinetto e Congresso per le personalità di Fox News che passa la maggior parte della sua giornata a guardare".